# Wiener Wissenschafts-, Forschungs- und Technologiefonds
Der 2001 gegründete Wiener Wissenschafts-, Forschungs- und Technologiefonds (WWTF) ist eine der Forschung und Wissenschaft gewidmete private und gemeinnützige Wiener Förderorganisation. Der WWTF ist der größte privat-gemeinnützige Forschungsförderer in Österreich. Finanziert wird der WWTF durch die AVZ Privatstiftung zur Verwaltung von Anteilsrechten (Bankenstiftung), über Mittel der Stadt Wien und über private Spenden. Zudem besteht eine Kooperationsvereinbarung mit dem Land Niederösterreich zur Förderung von kooperativen Forschungsprojekten, mit Beteiligung niederösterreichischer Wissenschafts- und Forschungseinrichtungen. Seit seinem Bestehen hat der WWTF ca. 250 Millionen Euro an ca. 500 WWTF Projekte vergeben.
Die Aufgabe des WWTF ist die Finanzierung von Spitzenprojekten in der wissenschaftlichen Forschung. Gleichzeitig hat der WWTF zum Ziel, exzellente junge Forscher an den Standort Wien zu binden. Über kompetitive Forschungsförderung werden herausragende Forschungsarbeiten finanziell unterstützt. Exzellente wissenschaftliche Vorhaben werden nach strengen Kriterien und durch hochwertige Verfahren ausgewählt. WWTF Projekte erhalten substanzielle finanzielle Unterstützung. Die wissenschaftlichen Arbeiten werden durch sorgfältig geplante Schwerpunktsetzungen und aktive Vernetzung zwischen Disziplinen (Interdisziplinarität) und Institutionen in gesellschaftlich relevante Fragestellungen eingebettet.
Hauptförderinstrumente sind wissenschaftliche Projekte mit einer Laufzeit von bis zu vier Jahren. Außerdem werden einzelne Ausschreibungen auch speziell jungen Spitzen-Wissenschaftlern gewidmet. Anträge werden nur nach Ausschreibungen, sogenannten Calls, entgegengenommen. Es sind sowohl Forschungseinrichtungen als auch einzelne Forscher, jedoch mit institutioneller Einbindung, antragsberechtigt.
Der WWTF verfolgt folgende inhaltliche Schwerpunkte:
- Life Sciences
- Informations- und Kommunikationstechnologien
- Umweltsystemforschung[7]
- Kognitionswissenschaften

Präsident des WWTF und Vorstand ist der ehemalige Wiener Bürgermeister Michael Häupl. Vorsitzender des 26-köpfigen Kuratoriums ist Erich Hampel. Geschäftsführer der Geschäftsstelle ist Michael Stampfer. Er leitet das Team der Geschäftsstelle.